# Andrea Cefaly junior
Andrea Cefaly (Cortale, 2 aprile 1901 – Cortale, 27 novembre 1986) è stato un pittore italiano.

## Biografia
Nasce a Cortale il 2 aprile del 1901 da Raimondo e dalla baronessa Caterina Sanseverino. Detto  junior o il giovane per distinguerlo dal nonno, Andrea Cefaly, noto pittore di scuola napoletana e patriota e garibaldino che lo iniziò, come fosse un gioco, alla pratica della pittura, fino alla sua morte sopraggiunta nel 1908, quando il piccolo Andrea aveva solo sette anni.
Andrea Cefaly junior successivamente avviato agli studi classici decide tuttavia di dedicarsi seriamente all'attività artistica nonostante l'iniziale ritrosia del padre Raimondo.
Nel 1919 l'artista è a Napoli per studiare pittura nello studio di Giuseppe Aprea. Tornato in Calabria, continua gli studi a Catanzaro nello studio di Garibaldi Gariani, allievo del nonno.
Del 1926 è la sua prima apparizione pubblica alla IV Biennale d'Arte Calabrese. In seguito a questa partecipazione è notato dallo scultore Michele Guerrisi che decide di portare con sé il giovane Andrea a Torino, dove insegnava Storia dell'Arte all'Accademia di Belle Arti.
Guerrisi condurrà nel 1927 il Cefaly nello studio del suo amico pittore Felice Casorati, inserendolo in uno dei climi culturali ed artistici più importanti del Novecento italiano ed europeo.
Qui partecipa nello stesso anno alla mostra d'arte indetta dalla Società Promotrice di Belle Arti di Torino.
Nel 1928 la morte del padre lo costringe a ritornare al paese natio.
I suoi studi casoratiani saranno esposti nel 1929 alla galleria Milano nella mostra dal titolo Pitture di Casorati e dei suoi Discepoli.
Nel 1948 in seguito ad un viaggio che lo porta fino a Venezia, Cefaly rimane colpito ed estasiato dinnanzi alle opere degli impressionisti esposte alla XXIV Esposizione Biennale d'Arte Internazionale.
Da quel momento in poi la sua pittura muterà radicalmente intraprendendo un percorso personalissimo che lo porterà all'attenzione dei più importanti critici italiani, ed a partecipare alle manifestazioni artistiche più significative.
Nel 1981 gli viene conferito dall'Associazione Nazionali Liberi Letterati ed Artisti il premio quale migliore pittore dell'anno; e a Cosenza ottiene un particolare OMAGGIO al Premio Nazionale di pittura "Cosenza '81". Nel 1982 presso la galleria Carini il maestro tiene la sua terza ed ultima personale. Il 27 novembre 1986 all'età di 86 anni dopo una breve malattia Andrea Cefaly muore a Catanzaro.
Nel 2001, in occasione delle celebrazioni del centenario dalla nascita, sue opere sono esposte in una mostra presso il Complesso del Vittoriano a Roma.
Nel 2004 la prima grande mostra antologica postuma presso il Complesso Monumentale del San Giovanni a Catanzaro.

## Esposizioni
Da Cortale continuerà a partecipare alla vita artistica regionale fino al 1950.
- 1934 Mostra Sindacale Regionale della Calabria, Catanzaro.
- 1942 Mostra Sindacale Regionale della Calabria, Catanzaro, vincendo il Premio del Duce.
- 1945 Biennale d'Arte Mattia Preti, Reggio Calabria.
- 1950 XXXV Esposizione Biennale d'Arte Internazionale di Venezia.
- 1951 VI Quadriennale Nazionale d'Arte di Roma; X Biennale d'Arte Mattia Preti, Reggio Calabria; I Mostra Nazionale Città di Messina; Premio Michetti, Francavilla al Mare.
- 1953 Mostra Internazionale Città di Messina; Mostra di Pittura Contemporanea di Winnipeg; Premio Marzotto, Valdagno; Esposizione Nazionale Biennale di Brera; III Mostra Nazionale "La Bella Italiana nella Pittura Contemporanea", Milano; Mostra d'Arte nella Vita del Mezzogiorno d'Italia, Roma;
- 1954 Rassegna delle Arti Figurative nel Mezzogiorno, Napoli; Mostra di Vibo Valentia (premio acquisto); Premio Michetti.
- 1955 Esposizione Nazionale di Pittura, Viterbo; Mostra di Vibo Valentia (primo premio); Mostra di Pizzo Calabro (secondo premio); Premio Michetti (primo premio); VII Quadriennale Nazionale d'Arte di Roma.
- 1956 Premio Michetti; Maggio di Bari; Mostra di Pizzo Calabro (premio acquisto); Premio di pittura Villa San Giovanni (premio miglior artista calabrese), prima personale inaugurata ad aprile nella Galleria del Vantaggio di Roma.
- 1957 Mostra di Pizzo Calabro (premio acquisto); Premio di pittura Villa San Giovanni; Premio Michetti.
- 1958 V Mostra Nazionale "La Bella Italiana nella Pittura Contemporanea", Milano; XI Premio Suzzara; Premio Città di Cantù.
- 1959 Collettiva Galleria Puccini; Maggio di Bari.
- 1960 Viene allestita la seconda personale alla Galleria Cairola di Milano, dopo la quale l'artista si ritira dalla scena pubblica rifugiandosi nel suo mondo privato.